# MTN Domestic Championship 2006/07
Der MTN Domestic Championship 2006/07 war die 26. Austragung der nationalen List-A-Cricket-Meisterschaft in Südafrika. Der Wettbewerb wurde zwischen dem 29. September und 17. November 2006 zwischen den sechs südafrikanischen First-Class-Franchises über jeweils 45 Over ausgetragen. Im Finale konnten sich die Cape Cobras mit 38 Runs gegen die Warriors durchsetzen.

## Format
Die sieben Mannschaften spielten in einer Gruppe jeweils zweimal gegen jedes andere Team. Für einen Sieg gibt es vier Punkte, für ein Unentschieden oder No Result zwei und für eine Niederlage keinen Punkt. Ein Bonuspunkt wird vergeben, wenn bei einem Sinn die eigene Runzahl die des Gegners um das 1,25-Fache übersteigt. Des Weiteren ist es möglich, dass Mannschaften Punkte abgezogen bekommen, wenn sie beispielsweise zu langsam spielen. Die ersten vier der Gruppe bestreiten das Halbfinale dessen Sieger im Finale den Gewinner des Wettbewerbes ermitteln.

## Resultate

### Gruppenphase
Tabelle
Am Ende der Saison nahm die Tabelle die folgende Gestalt an. Der Punktabzug erfolgte auf Grund von zu langsamer Spielweise.
| Teams          | Sp. | S | N | U | R | NR | A | BP | Ded | Punkte | NRR    |
| -------------- | --- | - | - | - | - | -- | - | -- | --- | ------ | ------ |
| Eagles         | 10  | 7 | 1 | 1 | 0 | 1  | 0 | 0  | 0   | 32     | +0.173 |
| Cape Cobras    | 10  | 5 | 4 | 0 | 0 | 1  | 0 | 3  | 1   | 24     | +0.353 |
| Dolphins       | 10  | 4 | 4 | 1 | 0 | 0  | 1 | 0  | 0   | 20     | −0.160 |
| Warriors       | 10  | 3 | 4 | 0 | 0 | 2  | 1 | 0  | 0   | 18     | −0.206 |
| Highveld Lions | 10  | 3 | 6 | 0 | 0 | 1  | 0 | 3  | 0   | 17     | −0.250 |
| Titans         | 10  | 3 | 6 | 0 | 0 | 1  | 0 | 1  | 0   | 15     | +0.016 |

## Halbfinale
| 10. November Scorecard | Bloemfontein | Warriors 241-8 (45)          | – | Eagles 229 (43.5) |
|                        |              | Warriors gewinnt mit 12 Runs |   |                   |

| 12. November Scorecard | Kapstadt | Dolphins 191-7 (45)               | – | Cape Cobras 192-5 (38.4) |
|                        |          | Cape Cobras gewinnt mit 5 Wickets |   |                          |

## Finale
| 17. November Scorecard | Kapstadt | Cape Cobras 213-9 (45)          | – | Warriors 195 (44.1) |
|                        |          | Cape Cobras gewinnt mit 18 Runs |   |                     |